# Iskandar Nouridinov
Iskandar Nouridinov (tadjik : Искандар Нуридинов), né le 23 janvier 1984 en RSS du Tadjikistan, aujourd'hui au Tadjikistan, est un joueur de football international tadjik qui évoluait au poste de milieu de terrain.

## Biographie

### Carrière en sélection
Iskandar Nouridinov joue un match en équipe du Tadjikistan lors de l'année 2006. Il s'agit d'une rencontre disputée face au Kirghizistan (défaite 0-1).
Il participe avec le Tadjikistan à l'AFC Challenge Cup en 2006. Le Tadjikistan remporte cette compétition en battant le Sri Lanka en finale.

## Palmarès
Tadjikistan
- AFC Challenge Cup (1) :
  - Vainqueur : 2006.